# جامعة الحضارة
جامعة الحضارة هي مؤسسة تعليمية خاصة تقع في صنعاء، اليمن، تأسست في عام 2012م. وهي عضو اتحاد الجامعات العربية.

## تاريخ
تأسست جامعة الحضارة استنادًا إلى موافقة وزارة التعليم العالي والبحث العلمي، بموجب القرار الوزاري رقم 104 لسنة 2012م. منذ تأسيسها، تسعى الجامعة إلى تقديم برامج أكاديمية عالية الجودة تخدم المجتمع المحلي والدولي.

## الرؤية والأهداف
تطمح جامعة الحضارة إلى أن تكون مؤسسة رائدة في تقديم التعليم العالي في اليمن والمنطقة، مع التركيز على تطوير المعرفة، وتعزيز البحث العلمي، وتقديم تعليم يواكب متطلبات العصر الحديث. تهدف الجامعة إلى تخريج كوادر مؤهلة قادرة على المساهمة بفعالية في سوق العمل وفي تطوير المجتمع.

## الكليات والبرامج الأكاديمية
تضم جامعة الحضارة عددًا من الكليات التي تقدم برامج متنوعة تشمل:
- كلية الطب البشري.
- كلية العلوم الطبية.
- كلية الهندسة.
- كلية التجارة والاقتصاد.
- كلية العلوم الإنسانية.

## الاعتماد الأكاديمي
تعمل جامعة الحضارة وفق المعايير الأكاديمية التي تضعها وزارة التعليم العالي والبحث العلمي في اليمن، وتسعى للحصول على الاعتمادات الأكاديمية من هيئات دولية لتعزيز مكانتها الأكاديمية على المستويين المحلي والدولي.

## المرافق والخدمات
تضم الجامعة مرافق حديثة تشمل مكتبات، مختبرات متخصصة، قاعات دراسية مجهزة، ومراكز تدريب. كما توفر الجامعة خدمات دعم للطلاب تشمل الإرشاد الأكاديمي، الرعاية الصحية، والأنشطة الثقافية والرياضية.